# Oudegaasterbrekken
Oudegaasterbrekken (Fries en officieel: Aldegeaster Brekken) is een meer in de Friese gemeente Súdwest-Fryslân.
Aan de oostzijde ligt het dorp Oudega. Aan de noordzijde staat de windmolen Doris Mooltsje en ligt de spoorlijn Leeuwarden - Stavoren. In het zuidwesten ligt de Vlakke Brekken.

## Galerij

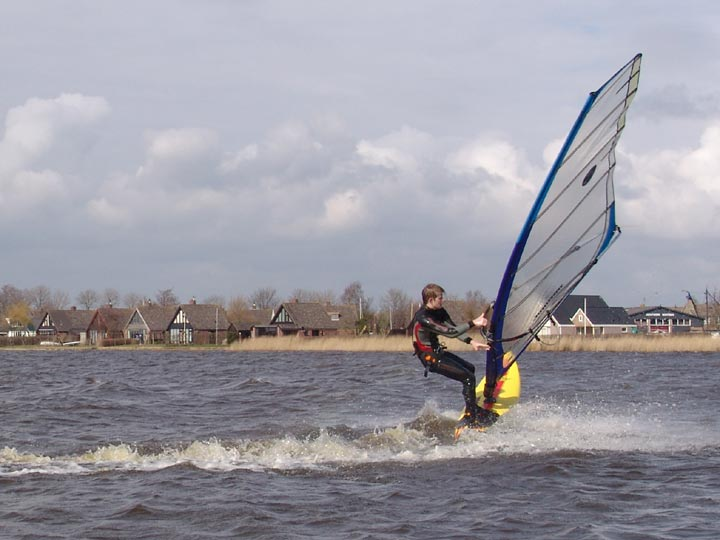
Op de achtergrond Oudega
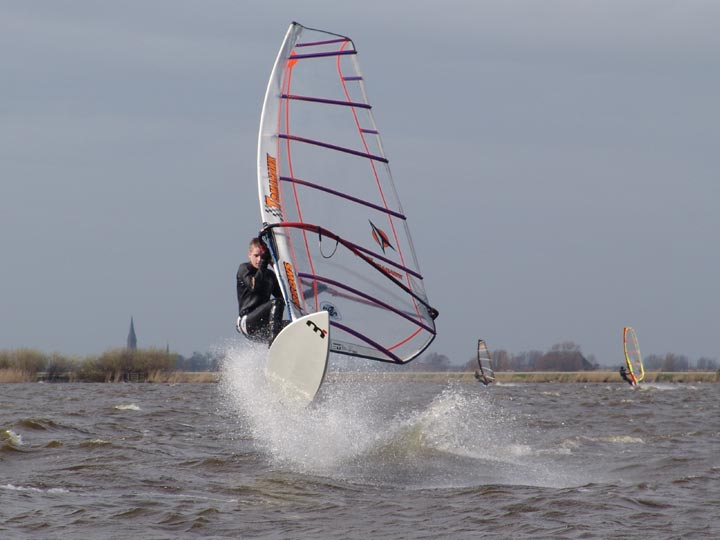
Op de achtergrond kerktoren Blauwhuis
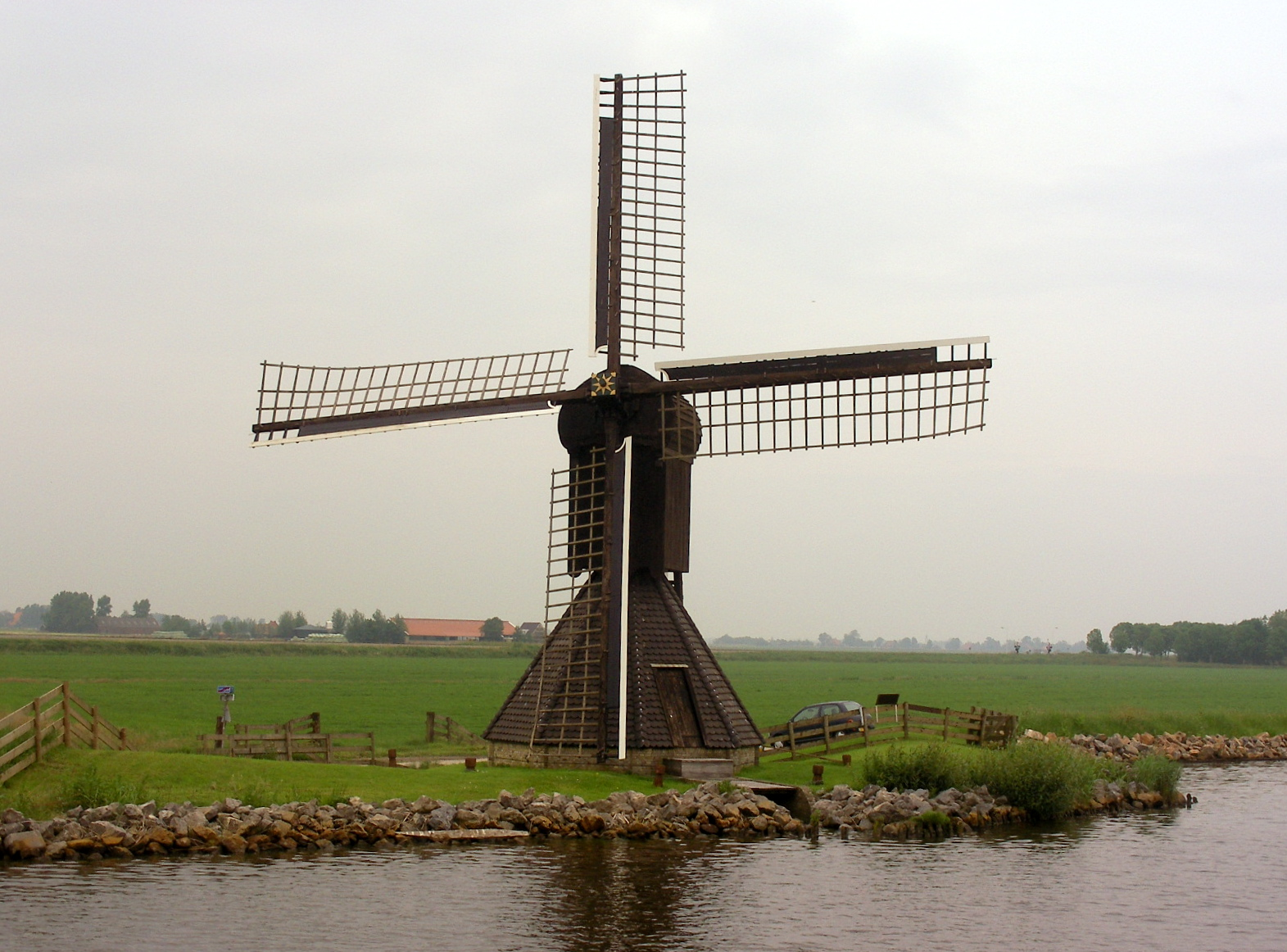
Doris Mooltsje
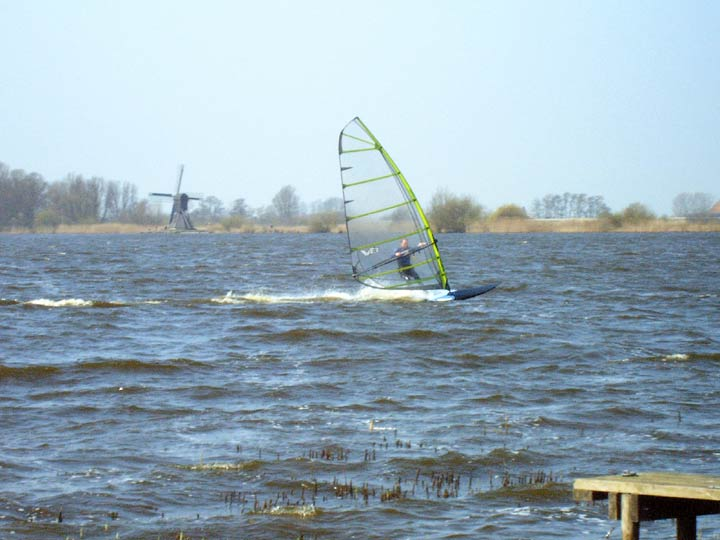
Windsurfer, op de achtergrond het Doris Mooltsje